# Paraphytoptus achilleae
Paraphytoptus achilleae är en spindeldjursart som beskrevs av Roivainen 1950. Paraphytoptus achilleae ingår i släktet Paraphytoptus, och familjen Eriophyidae. Arten är reproducerande i Sverige.